# (534625) 2014 UQ224
(534625) 2014 UQ224 est un objet transneptunien binaire faisant partie des cubewanos. Son diamètre est estimé à environ 230 km, ce qui fait qu'il est peu probable qu'il respecte les critères pour être une planète naine. Son satellite, découvert en 2024 sur des images de 2015, se trouvait alors à un distance projetée de 13 000 ± 3 000 km. Ce satellite est 1,0 ± 0,5 magnitude moins brillant que son primaire.